# Sesma del río Ibdes
La Sesma del río Ibdes era una de las 6 sesmas o divisiones administrativas de la Comunidad de Aldeas de Calatayud. Estuvo vigente desde la creación de la Comunidad por Alfonso I de Aragón en el año 1131 hasta la creación de las actuales provincias de Zaragoza y Teruel en 1833. Pertenecían a ella:
- Ibdes
- Munébrega
- Alarba
- Castejón de Alarba
- Acered
- Cubel
- Pardos
- Abanto
- Monterde
- Cimballa
- Jaraba
- Llumes
- Somed, esta última despoblada a finales del siglo XV.

- Datos: Q28501701